# Proasellus polychaetus
Proasellus polychaetus là một loài chân đều trong họ Asellidae. Loài này được Dudich miêu tả khoa học năm 1925.